# Rezoluția 963 a Consiliului de Securitate al ONU
Rezoluția 963 a Consiliului de Securitate al Organizației Națiunilor Unite, adoptată în unanimitate la 29 noiembrie 1994, după examinarea cererii de aderare a Republicii Palau și cercetarea raportului întocmit de Comitetul pentru admiterea de noi membri, a recomandat Adunării Generale admiterea Palaului ca stat membru al Organizației Națiunilor Unite.

## Efect
Adunarea Generală a admis Republica Palau ca stat membru al Organizației Națiunilor Unite la 15 decembrie 1994, prin Rezoluția 49/63.